# 6,5 × 39 мм Grendel
6,5 Grendel (другие обозначения: 6.5 Gren / 6.5x38 / 6.5 PPCX / 6.5 BPC / 6.5 CSS / .264 Warrior Magnum / 6.5 Sporter / XCR 07 038 BGC 005) — малоимпульсный промежуточный унитарный патрон центрального воспламенения.

## История
Изначально 6,5 mm Grendel разрабатывался для спортивных/тактических винтовок платформы AR-15. Хорошо себя зарекомендовал и в настоящее время активно распространяется на другие платформы, включая винтовки со скользящим затвором. Создан на основе 6,5 mm PPC, который в свою очередь использовал материнскую гильзу от патронов серии 6mm PPC, .22 PPC, 5,6 x 39 - все на базе гильзы советского 7,62 x 39.